# インドアスカイダイビング

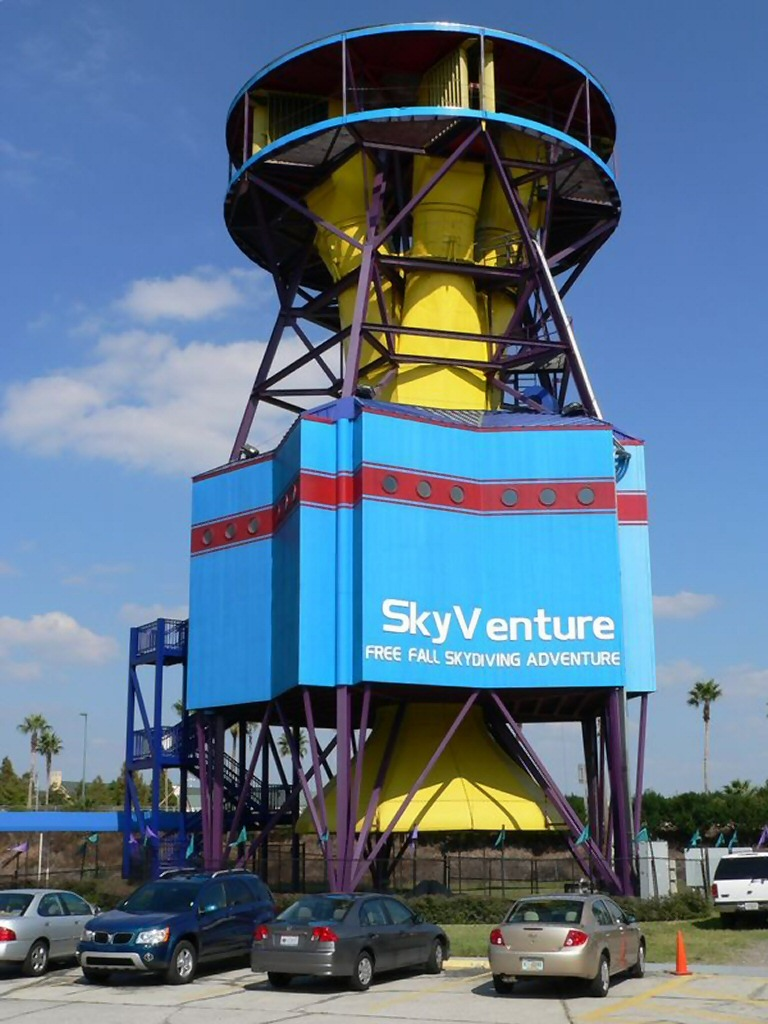
Vwt nonrecirculating

インドアスカイダイビング (skydiving、vertical wind tunnel) は、屋内施設内で下からの風圧によってスカイダイビングと同様の空中遊泳を行うスポーツ。

## 概要
風洞の中で、垂直方向に下から上向きに吹き上げる風を生成し、パラシュートなしで飛行の感覚が体験できることを可能にしている。風洞の中で体の姿勢を制御することであたかもスカイダイビングのように空中で浮遊するスポーツ。

## 沿革

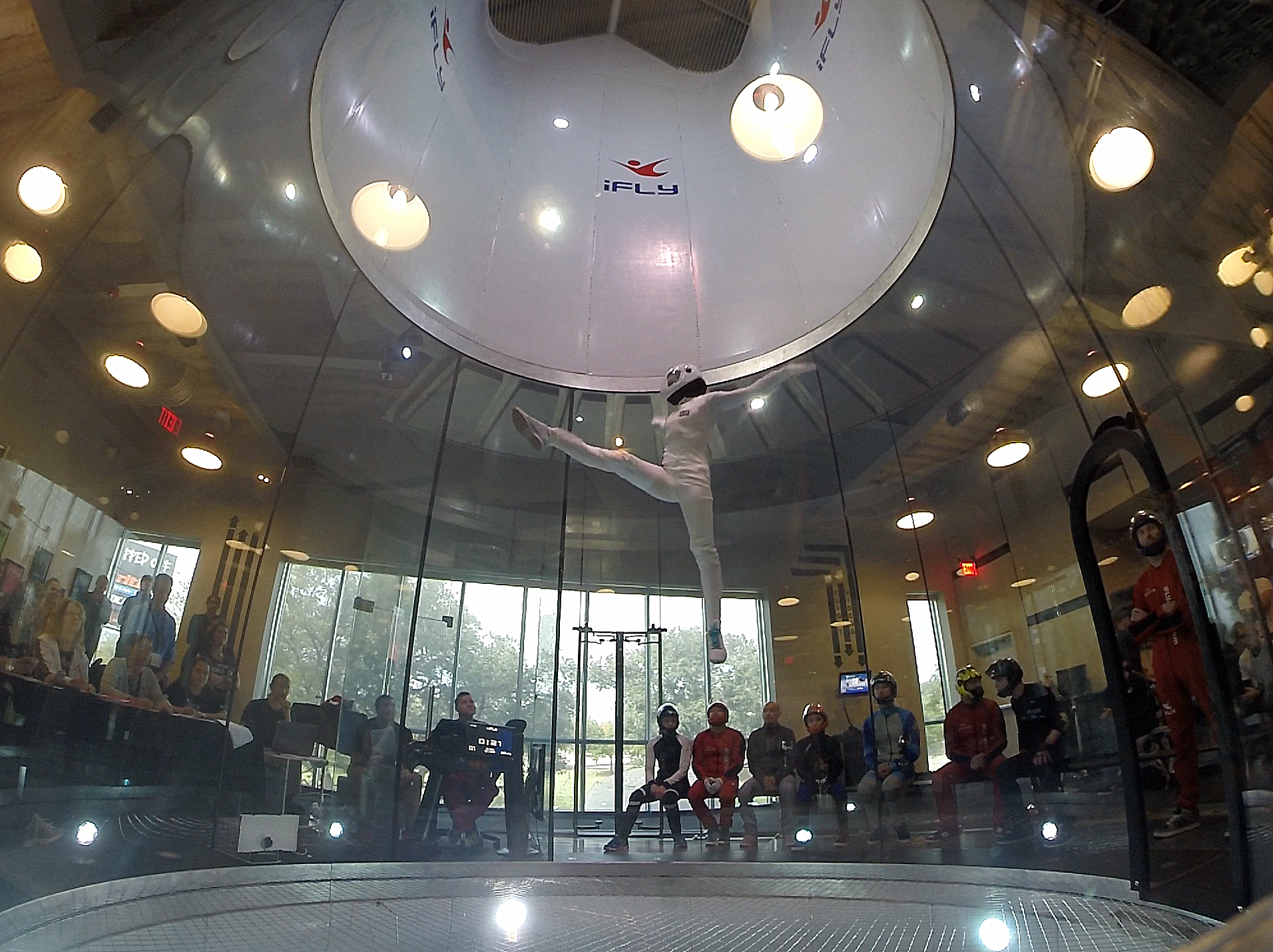
インドア スカイダイビング

- 2015年（平成27年）6月 - ロシア・サンクトペテルブルクで、ウィンドトンネルフライト（インドアスカイダイヴィング）のワールドカップが開催された[2]。
- 2016年（平成28年）3月 - 埼玉県越谷市に、体験できる施設が開設される予定である[3]。